# Slaget om Skåne (fotboll)
Slaget om Skåne är ett skånederby mellan Malmö FF och Helsingborgs IF. Derbyt har inget entydigt etablerat namn men kallas ibland Slaget om Skåne. Rivaliteten har uppstått genom att de två klubbarna är de mest framgångsrika klubbarna i Skåne, som under längst tid befunnit sig i högsta serien tillsammans och kommer från de mest folkrika städerna i Skåne. I Malmö finns även IFK Malmö FK som skulle kunna vara en mer lokal konkurrent, och närmare Helsingborg finns Landskrona BoIS.
De två klubbarna har även spelat flest säsonger i Allsvenskan av alla skånska klubbar samt de är också de enda skånska klubbar som vunnit det Svenska mästerskapet i fotboll. Malmö FF med 22 mästare-titlar (25 seriesegrar) och Helsingborgs IF med 5 mästare-titlar (7 seriesegrar). Klubbarna spelade även ofta mot varandra i finalen av det regionala "distriktsmästerskapet", klubbarna har också mött varandra i Svenska cupen och Supercupen.
Merparten av rivaliteten dog tillfälligt ut mellan 1969 och 1992 när de inte spelade i samma serie, Helsingborgs IF hade åkt ur Allsvenskan och tillbringade 23 säsonger i längre divisioner medan Malmö FF fortfarande spelade i Allsvenskan.

## Delad spelarhistorik

### Övergångar
Listan är inte komplett. Det har funnits flera direkta överföringar mellan rivalerna, den senaste överföringen skedde 1 januari 2012. Majoriteten av överföringarna har varit från Malmö FF till Helsingborgs IF i början av 1990-talet, då Helsingborgs IF gjorde sin comeback i Allsvenskan efter att ha varit i lägre divisioner sedan slutet av 1960-talet.
| Datum          | Spelare            | Från            | Till            |
| -------------- | ------------------ | --------------- | --------------- |
| 1924           | Emil Gudmundsson   | Malmö FF        | Helsingborgs IF |
| 1950           | Hasse Malmström    | Malmö FF        | Helsingborgs IF |
| 1955           | Bengt Lindskog     | Helsingborgs IF | Malmö FF        |
| 1969           | Gert-Arne Nilsson  | Malmö FF        | Helsingborgs IF |
| 1970           | Anders Svensson    | Malmö FF        | Helsingborgs IF |
| 1971           | Björn Ranelid      | Malmö FF        | Helsingborgs IF |
| 1983           | Thomas Sjöberg     | Malmö FF        | Helsingborgs IF |
| 1984           | Anders Olsson      | Malmö FF        | Helsingborgs IF |
| 1989           | Anders Jönsson     | Malmö FF        | Helsingborgs IF |
| 1989           | Janne Möller       | Malmö FF        | Helsingborgs IF |
| 1990           | Björn Lilius       | Malmö FF        | Helsingborgs IF |
| 1990           | Henrik Lilius      | Malmö FF        | Helsingborgs IF |
| 1990           | Ulf Lilius         | Malmö FF        | Helsingborgs IF |
| 1991           | Jörgen Persson     | Malmö FF        | Helsingborgs IF |
| 1992           | Andreas Augustsson | Malmö FF        | Helsingborgs IF |
| 1993           | Patrik Sundström   | Malmö FF        | Helsingborgs IF |
| 1993           | Per Ågren          | Malmö FF        | Helsingborgs IF |
| 1994           | Patrick Andersson  | Malmö FF        | Helsingborgs IF |
| 1995           | Peter Hillgren     | Malmö FF        | Helsingborgs IF |
| 2 augusti 2007 | Babis Stefanidis   | Helsingborgs IF | Malmö FF        |
| 1 januari 2012 | Simon Thern        | Helsingborgs IF | Malmö FF        |
| 9 januari 2023 | Taha Ali           | Helsingborgs IF | Malmö FF        |

Ett par spelare har gått via andra klubbar först.
| Spelare           | Från            | Period               | Via                                                                      | Till            | Period    |
| ----------------- | --------------- | -------------------- | ------------------------------------------------------------------------ | --------------- | --------- |
| Stig Isgren       | Malmö FF        |                      | Kulladals FF, IFK Malmö                                                  | Helsingborgs IF | 1955-1956 |
| Mikael Sander     | Malmö FF        |                      | Landskrona BoIS                                                          | Helsingborgs IF |           |
| John Hansen       | Helsingborgs IF | 1975-1977            | Hvidovre IF                                                              | Malmö FF        | 1980      |
| Tore Cervin       | Malmö FF        | 1972–1980            | Toronto Blizzard, Limhamns IF                                            | Helsingborgs IF | 1984–1985 |
| Rickard Strömbeck | Malmö FF        | 1980-1984            |                                                                          | Helsingborgs IF | 1985      |
| Mats Magnusson    | Malmö FF        | 1981–1985, 1986–1987 | SL Benfica                                                               | Helsingborgs IF | 1992–1993 |
| Dejan Pavlovic    | Helsingborgs IF | 1991-1992            | Högaborgs BK                                                             | Malmö FF        | 1997-1999 |
| Christian Järdler | Helsingborgs IF | 2000–2005            | Gençlerbirliği SK                                                        | Malmö FF        | 2006–2008 |
| Nikola Đurđić     | Helsingborgs IF | 2012                 | SpVgg Greuther Fürth, FC Augsburg                                        | Malmö FF        | 2015      |
| Martin Olsson     | Helsingborgs IF | 2020                 | BK Häcken                                                                | Malmö FF        | 2021-     |
| Moustafa Zeidan   | Helsingborgs IF | 2016-2017            | Syrianska FC, IF Brommapojkarna, IK Frej, Jönköpings Södra IF, IK Sirius | Malmö FF        | 2022-     |
| Joseph Ceesay     | Helsingborgs IF | 2020                 | Lechia Gdańsk                                                            | Malmö FF        | 2022-     |

### Spelade för en, tränare för det andra
| Namn           | Spelade för     | Spelade för                   | Tränare för | Tränare för |
| Namn           | Lag             | År                            | Lag         | År          |
| -------------- | --------------- | ----------------------------- | ----------- | ----------- |
| Harry Lundahl  | Helsingborgs IF | 1927–1931 1937–1938           | Malmö FF    | 1937–1941   |
| Roland Nilsson | Helsingborgs IF | 1981–1983 1994–1997 1999–2001 | Malmö FF    | 2008–2011   |

### Tränare för bägge klubbar
| Tränare     | Malmö FF-karriär | Malmö FF-karriär | Malmö FF-karriär | Malmö FF-karriär | Malmö FF-karriär | Malmö FF-karriär | Helsingborgs IF-karriär | Helsingborgs IF-karriär | Helsingborgs IF-karriär | Helsingborgs IF-karriär | Helsingborgs IF-karriär | Helsingborgs IF-karriär |
| Tränare     | Period           | M1               | V                | O                | F                | Vunna%           | Period                  | M1                      | V                       | O                       | F                       | Vunna%                  |
| ----------- | ---------------- | ---------------- | ---------------- | ---------------- | ---------------- | ---------------- | ----------------------- | ----------------------- | ----------------------- | ----------------------- | ----------------------- | ----------------------- |
| Åge Hareide | 2014–2015, 2022  | 96               | 51               | 19               | 26               | 53.1             | 1998–1999, 2012         | 107                     | 57                      | 24                      | 26                      | 53.3                    |

1 Endast tävlingsmatcher inräknade

## Statistik
Matcher som MFF - BoIS 1971,1974 (exakt 25.703 res 1-2),1976 och särskilt 1977 drog över 25.000 i Malmö.
Under 70-talet var det BoIS och MFF som slogs om denna titel. Högst publik i Landskrona kom 1975 - drygt 17.600
Det var tal om publikrekord i Landskrona både 1976 och 1977, men detta regnade bort. 

### Senaste fem mötena
| Datum             | Hemmalag        | Resultat | Bortalag        | Stadion       | Publik | Tävling     |
| ----------------- | --------------- | -------- | --------------- | ------------- | ------ | ----------- |
| 18 september 2022 | Helsingborgs IF | 1–2      | Malmö FF        | Olympia       | 15 800 | Allsvenskan |
| 22 juni 2022      | Malmö FF        | 2–1      | Helsingborgs IF | Eleda Stadion | 20 231 | Allsvenskan |
| 2 november 2020   | Helsingborgs IF | 0–1      | Malmö FF        | Olympia       | 0      | Allsvenskan |
| 5 augusti 2020    | Malmö FF        | 4–1      | Helsingborgs IF | Eleda Stadion | 0      | Allsvenskan |
| 26 september 2019 | Malmö FF        | 3-0      | Helsingborgs IF | Stadion       | 21 294 | Allsvenskan |

### Meriter
| Lag             | SM-titlar | Allsvenskan | Svenska cupen | Supercupen |
| --------------- | --------- | ----------- | ------------- | ---------- |
| Malmö FF        | 22        | 25          | 15            | 2          |
| Helsingborgs IF | 5         | 7           | 5             | 2          |
| Sammanlagt      | 27        | 32          | 19            | 4          |

### Matchstatiskt
|               | Malmö FF:s vinster | Oavgjorda matcher | Helsingborgs IF:s vinster |
| ------------- | ------------------ | ----------------- | ------------------------- |
| Ligan         | 54                 | 29                | 39                        |
| Svenska cupen | 7                  | 0                 | 3                         |
| Övrigt        | 13                 | 2                 | 5                         |
| Sammanlagt    | 74                 | 31                | 47                        |

### Medaljer i ligan
| Klubb           | Guld | S.silver | L.silver | Brons |
| --------------- | ---- | -------- | -------- | ----- |
| Malmö FF        | 25   | 15       | 10       | 8     |
| Helsingborgs IF | 7    | 8        | 8        | 10    |

## Resultat genom åren
| Datum             | Arena            | Publik | Resultat | Tävling          |
| ----------------- | ---------------- | ------ | -------- | ---------------- |
| 22 oktober 1922   | Malmö IP         | 1 861  | 2–3      | Svenska serien   |
| 10 april 1932     | Malmö IP         | 6 883  | 3–5      | Allsvenskan      |
| 10 augusti 1932   | Malmö IP         | 8 219  | 4–2      | Allsvenskan      |
| 9 augusti 1933    | Malmö IP         | 7 717  | 2–4      | Allsvenskan      |
| 24 maj 1936       | Malmö IP         | 12 598 | 3–0      | Division 2 Södra |
| 18 augusti 1937   | Malmö IP         | 9 637  | 1–3      | Allsvenskan      |
| 2 april 1939      | Malmö IP         | 8 554  | 3–0      | Allsvenskan      |
| 28 april 1940     | Malmö IP         | 4 526  | 2–1      | Allsvenskan      |
| 4 maj 1941        | Malmö IP         | 7 042  | 1–1      | Allsvenskan      |
| 22 maj 1942       | Malmö IP         | 8 821  | 2–1      | Allsvenskan      |
| 16 maj 1943       | Malmö IP         | 11 383 | 0–4      | Allsvenskan      |
| 29 augusti 1943   | Malmö IP         | 12 662 | 2–2      | Allsvenskan      |
| 15 april 1945     | Malmö IP         | 12 169 | 2–0      | Allsvenskan      |
| 3 augusti 1945    | Malmö IP         | 12 776 | 4–1      | Allsvenskan      |
| 21 maj 1947       | Malmö IP         | 12 196 | 2–1      | Allsvenskan      |
| 13 augusti 1947   | Malmö IP         | 14 370 | 5–2      | Allsvenskan      |
| 6 maj 1949        | Malmö IP         | 18 384 | 2–2      | Allsvenskan      |
| 12 augusti 1949   | Malmö IP         | 18 917 | 5–0      | Allsvenskan      |
| 11 maj 1951       | Malmö IP         | 20 781 | 3–1      | Allsvenskan      |
| 17 augusti 1951   | Malmö IP         | 20 779 | 2–0      | Allsvenskan      |
| 26 maj 1953       | Malmö IP         | 15 381 | 1–0      | Allsvenskan      |
| 21 augusti 1953   | Malmö IP         | 20 776 | 1–2      | Allsvenskan      |
| 11 augusti 1954   | Malmö IP         | 18 047 | 2–4      | Allsvenskan      |
| 1 juni 1956       | Malmö IP         | 22 436 | 0–3      | Allsvenskan      |
| 5 juni 1957       | Malmö IP         | 17 905 | 1–2      | Allsvenskan      |
| 27 oktober 1957   | Malmö IP         | 11 111 | 2–3      | Allsvenskan      |
| 26 april 1959     | Malmö Stadion    | 16 619 | 1–1      | Allsvenskan      |
| 9 juni 1960       | Malmö Stadion    | 9 132  | 2–1      | Allsvenskan      |
| 7 september 1961  | Malmö Stadion    | 16 379 | 1–1      | Allsvenskan      |
| 17 augusti 1962   | Malmö Stadion    | 13 733 | 2–0      | Allsvenskan      |
| 26 september 1963 | Malmö Stadion    | 6 425  | 4–1      | Allsvenskan      |
| 20 augusti 1964   | Malmö Stadion    | 16 778 | 4–1      | Allsvenskan      |
| 11 april 1965     | Malmö Stadion    | 5 462  | 5–0      | Allsvenskan      |
| 7 juni 1966       | Malmö Stadion    | 15 559 | 4–1      | Allsvenskan      |
| 24 september 1967 | Malmö Stadion    | 29 328 | 1–2      | Allsvenskan      |
| 5 juni 1968       | Malmö Stadion    | 16 119 | 2–0      | Allsvenskan      |
| 13 maj 1993       | Malmö Stadion    | 28 716 | 3–3      | Allsvenskan      |
| 31 augusti 1994   | Malmö Stadion    | 10 948 | 2–0      | Allsvenskan      |
| 10 september 1995 | Malmö Stadion    | 16 015 | 0–1      | Allsvenskan      |
| 27 maj 1996       | Malmö Stadion    | 24 508 | 1–1      | Allsvenskan      |
| 3 augusti 1997    | Malmö Stadion    | 17 704 | 4–2      | Allsvenskan      |
| 28 april 1998     | Malmö Stadion    | 16 328 | 1–1      | Allsvenskan      |
| 6 juli 1999       | Malmö Stadion    | 18 083 | 0–4      | Allsvenskan      |
| 19 juni 2001      | Malmö Stadion    | 26 500 | 0–1      | Allsvenskan      |
| 11 september 2002 | Malmö Stadion    | 24 061 | 0–2      | Allsvenskan      |
| 30 juni 2003      | Malmö Stadion    | 27 350 | 5–0      | Allsvenskan      |
| 24 augusti 2004   | Malmö Stadion    | 22 920 | 1–1      | Allsvenskan      |
| 20 september 2005 | Malmö Stadion    | 20 346 | 2–0      | Allsvenskan      |
| 8 maj 2006        | Malmö Stadion    | 23 571 | 3–1      | Allsvenskan      |
| 7 augusti 2007    | Malmö Stadion    | 22 746 | 1–1      | Allsvenskan      |
| 30 september 2008 | Malmö Stadion    | 15 666 | 1–2      | Allsvenskan      |
| 31 augusti 2009   | Swedbank Stadion | 22 822 | 0–0      | Allsvenskan      |
| 15 september 2010 | Swedbank Stadion | 23 743 | 2–0      | Allsvenskan      |
| 24 maj 2011       | Swedbank Stadion | 23 612 | 0–3      | Allsvenskan      |
| 10 maj 2012       | Swedbank Stadion | 23 638 | 3–0      | Allsvenskan      |
| 29 maj 2013       | Swedbank Stadion | 23 730 | 1–1      | Allsvenskan      |
| 21 september 2014 | Swedbank Stadion | 20 310 | 1–1      | Allsvenskan      |
| 3 maj 2015        | Swedbank Stadion | 21 626 | 3–1      | Allsvenskan      |
| 25 september 2016 | Swedbank Stadion | 19 918 | 2–0      | Allsvenskan      |
| 26 september 2019 | Stadion          | 21 294 | 3–0      | Allsvenskan      |
| 5 augusti 2020    | Eleda Stadion    | 0      | 4–1      | Allsvenskan      |
| 27 juni 2022      | Eleda Stadion    | 20 231 | 2–1      | Allsvenskan      |

| Malmö FF vinster | Helsingborgs IF vinster | Oavgjorda |
| ---------------- | ----------------------- | --------- |
| 32               | 17                      | 13        |

| Datum             | Arena   | Publik | Resultat | Tävling          |
| ----------------- | ------- | ------ | -------- | ---------------- |
| 22 maj 1922       | Olympia | Okänt  | 1–1      | Svenska serien   |
| 20 september 1931 | Olympia | 5 309  | 5–2      | Allsvenskan      |
| 9 april 1933      | Olympia | 5 170  | 6–1      | Allsvenskan      |
| 20 oktober 1935   | Olympia | 6 100  | 2–1      | Division 2 Södra |
| 26 september 1937 | Olympia | 8 657  | 2–1      | Allsvenskan      |
| 11 september 1938 | Olympia | 7 052  | 2–1      | Allsvenskan      |
| 9 augusti 1939    | Olympia | 4 585  | 2–1      | Allsvenskan      |
| 11 augusti 1940   | Olympia | 4 609  | 3–2      | Allsvenskan      |
| 21 september 1941 | Olympia | 7 312  | 2–2      | Allsvenskan      |
| 26 juli 1942      | Olympia | 5 336  | 2–2      | Allsvenskan      |
| 18 maj 1944       | Olympia | 9 556  | 2–2      | Allsvenskan      |
| 8 oktober 1944    | Olympia | 9 914  | 2–5      | Allsvenskan      |
| 30 maj 1946       | Olympia | 8 095  | 0–2      | Allsvenskan      |
| 18 augusti 1946   | Olympia | 10 207 | 1–2      | Allsvenskan      |
| 14 maj 1948       | Olympia | 18 653 | 2–0      | Allsvenskan      |
| 26 september 1948 | Olympia | 17 014 | 1–1      | Allsvenskan      |
| 26 maj 1950       | Olympia | 24 314 | 2–2      | Allsvenskan      |
| 11 augusti 1950   | Olympia | 17 569 | 1–3      | Allsvenskan      |
| 9 maj 1952        | Olympia | 19 443 | 1–0      | Allsvenskan      |
| 15 augusti 1952   | Olympia | 16 008 | 1–1      | Allsvenskan      |
| 14 maj 1954       | Olympia | 26 154 | 3–3      | Allsvenskan      |
| 27 maj 1955       | Olympia | 23 991 | 0–1      | Allsvenskan      |
| 10 augusti 1955   | Olympia | 18 568 | 4–1      | Allsvenskan      |
| 1 augusti 1956    | Olympia | 19 290 | 0–0      | Allsvenskan      |
| 21 augusti 1957   | Olympia | 17 074 | 1–2      | Allsvenskan      |
| 7 september 1958  | Olympia | 11 414 | 1–0      | Allsvenskan      |
| 12 augusti 1959   | Olympia | 9 853  | 2–3      | Allsvenskan      |
| 11 september 1960 | Olympia | 10 135 | 1–0      | Allsvenskan      |
| 7 maj 1961        | Olympia | 9 606  | 1–3      | Allsvenskan      |
| 7 juni 1962       | Olympia | 12 444 | 1–3      | Allsvenskan      |
| 16 maj 1963       | Olympia | 11 180 | 1–1      | Allsvenskan      |
| 19 april 1964     | Olympia | 12 151 | 2–2      | Allsvenskan      |
| 19 augusti 1965   | Olympia | 12 199 | 1–10     | Allsvenskan      |
| 14 september 1966 | Olympia | 12 944 | 1–0      | Allsvenskan      |
| 11 maj 1967       | Olympia | 20 983 | 0–2      | Allsvenskan      |
| 19 oktober 1968   | Olympia | 13 761 | 2–0      | Allsvenskan      |
| 27 september 1993 | Olympia | 13 063 | 0–2      | Allsvenskan      |
| 19 maj 1994       | Olympia | 10 584 | 0–0      | Allsvenskan      |
| 15 maj 1995       | Olympia | 11 498 | 2–1      | Allsvenskan      |
| 19 september 1996 | Olympia | 10 774 | 1–2      | Allsvenskan      |
| 16 juni 1997      | Olympia | 14 301 | 2–1      | Allsvenskan      |
| 24 september 1998 | Olympia | 11 333 | 1–2      | Allsvenskan      |
| 21 augusti 1999   | Olympia | 11 277 | 1–0      | Allsvenskan      |
| 6 augusti 2001    | Olympia | 15 527 | 1–1      | Allsvenskan      |
| 7 maj 2002        | Olympia | 15 107 | 2–3      | Allsvenskan      |
| 15 september 2003 | Olympia | 15 460 | 0–0      | Allsvenskan      |
| 24 maj 2004       | Olympia | 16 069 | 0–2      | Allsvenskan      |
| 13 juni 2005      | Olympia | 16 495 | 0–1      | Allsvenskan      |
| 12 september 2006 | Olympia | 17 000 | 3–1      | Allsvenskan      |
| 15 maj 2007       | Olympia | 16 500 | 0–1      | Allsvenskan      |
| 28 april 2008     | Olympia | 16 704 | 4–2      | Allsvenskan      |
| 4 maj 2009        | Olympia | 15 800 | 1–0      | Allsvenskan      |
| 20 april 2010     | Olympia | 16 200 | 2–1      | Allsvenskan      |
| 23 juli 2011      | Olympia | 16 500 | 2–2      | Allsvenskan      |
| 24 september 2012 | Olympia | 14 191 | 1–1      | Allsvenskan      |
| 25 september 2013 | Olympia | 16 300 | 0–3      | Allsvenskan      |
| 8 maj 2014        | Olympia | 10 950 | 0–1      | Allsvenskan      |
| 30 augusti 2015   | Olympia | 12 678 | 0–3      | Allsvenskan      |
| 8 maj 2016        | Olympia | 11 065 | 2–1      | Allsvenskan      |
| 2 juni 2019       | Olympia | 16 127 | 0–1      | Allsvenskan      |
| 2 november 2020   | Olympia | 0      | 0–1      | Allsvenskan      |
| 18 september 2022 | Olympia | 15 800 | 1–2      | Allsvenskan      |

| Helsingborgs IF vinster | Malmö FF vinster | Oavgjorda |
| ----------------------- | ---------------- | --------- |
| 22                      | 24               | 16        |

### Resultat hemma i cupmatcher
| Datum             | Arena            | Publik | Matcher         | Matcher  | Matcher         | Tävling                               |
| Datum             | Arena            | Publik | Lag 1           | Resultat | Lag 2           | Tävling                               |
| ----------------- | ---------------- | ------ | --------------- | -------- | --------------- | ------------------------------------- |
| 10 september 1916 | Malmö IP         | Okänt  | Malmö FF        | 3–4      | Helsingborgs IF | Distriktsmästerskapet (Final)         |
| 2 augusti 1922    | Malmö IP         | Okänt  | Malmö FF        | 1–1      | Helsingborgs IF | Distriktsmästerskapet (Final)         |
| 16 augusti 1922   | Malmö IP         | Okänt  | Malmö FF        | 1–3      | Helsingborgs IF | Distriktsmästerskapet (Final, omspel) |
| 21 juli 1939      | Olympia          | Okänt  | Helsingborgs IF | 1–3      | Malmö FF        | Distriktsmästerskapet (Final)         |
| 23 augusti 1942   | Malmö IP         | Okänt  | Malmö FF        | 2–1      | Helsingborgs IF | Distriktsmästerskapet (Final)         |
| 7 november 1943   | Malmö IP         | Okänt  | Malmö FF        | 4–1      | Helsingborgs IF | Distriktsmästerskapet (Final)         |
| 27 augusti 1944   | Malmö IP         | 10 882 | Malmö FF        | 6–0      | Helsingborgs IF | Svenska cupen (Semifinal)             |
| 21 oktober 1945   | Malmö IP         | Okänt  | Malmö FF        | 5–0      | Helsingborgs IF | Distriktsmästerskapet (Final)         |
| 21 juli 1946      | Malmö IP         | 12 659 | Malmö FF        | 7–0      | Helsingborgs IF | Svenska cupen (Semifinal)             |
| 17 november 1946  | Malmö IP         | Okänt  | Malmö FF        | 3–1      | Helsingborgs IF | Distriktsmästerskapet (Final)         |
| 20 juli 1947      | Olympia          | 9 472  | Helsingborgs IF | 0–3      | Malmö FF        | Svenska cupen (Semifinal)             |
| 12 juni 1949      | Malmö IP         | Okänt  | Malmö FF        | 3–2      | Helsingborgs IF | Distriktsmästerskapet (Final)         |
| 19 juni 1952      | Malmö IP         | Okänt  | Malmö FF        | 2–1      | Helsingborgs IF | Distriktsmästerskapet (Final)         |
| 8 juli 1953       | Olympia          | Okänt  | Helsingborgs IF | 1–0      | Malmö FF        | Distriktsmästerskapet (Final)         |
| 22 juli 1953      | Olympia          | 14 063 | Helsingborgs IF | 0–3      | Malmö FF        | Svenska cupen (Semifinal)             |
| 11 juni 1954      | Malmö FF         | Okänt  | Malmö FF        | 3–0      | Helsingborgs IF | Distriktsmästerskapet (Final)         |
| 20 juli 1955      | Malmö IP         | Okänt  | Malmö FF        | 3–3      | Helsingborgs IF | Distriktsmästerskapet (Final)         |
| 25 mars 1956      | Heden            | Okänt  | Helsingborgs IF | 1–2      | Malmö FF        | Distriktsmästerskapet (Final)         |
| 1 november 1958   | Olympia          | Okänt  | Helsingborgs IF | 1–2      | Malmö FF        | Distriktsmästerskapet (Final)         |
| 8 november 1959   | Okänt            | Okänt  | Helsingborgs IF | 1–3      | Malmö FF        | Distriktsmästerskapet (Final)         |
| 5 november 1960   | Olympia          | Okänt  | Helsingborgs IF | 1–2      | Malmö FF        | Distriktsmästerskapet (Final)         |
| 13 juli 1962      | Olympia          | Okänt  | Helsingborgs IF | 4–0      | Malmö FF        | Distriktsmästerskapet (Semifinal)     |
| 13 juli 1962      | Olympia          | Okänt  | Helsingborgs IF | 2–5      | Malmö FF        | Distriktsmästerskapet (Final)         |
| 29 augusti 1968   | Olympia          | 3 774  | Helsingborgs IF | 0–2      | Malmö FF        | Svenska cupen (Omg. 5)                |
| 19 augusti 1992   | Olympia          | 4 391  | Helsingborgs IF | 1–0      | Malmö FF        | Svenska cupen (Omg. 3)                |
| 27 april 1994     | Malmö Stadion    | 9 872  | Malmö FF        | 2–4      | Helsingborgs IF | Svenska cupen (Semifinal)             |
| 12 november 2000  | Malmö Stadion    | 6 146  | Malmö FF        | 2–1      | Helsingborgs IF | Svenska cupen (Omg. 3)                |
| 16 maj 2002       | Olympia          | 3 634  | Helsingborgs IF | 0–3      | Malmö FF        | Svenska cupen (Omg. 3)                |
| 19 mars 2011      | Swedbank Stadion | 10 362 | Malmö FF        | 1–2      | Helsingborgs IF | Svenska Supercupen                    |
| 1 maj 2014        | Swedbank Stadion | 8 540  | Malmö FF        | 0–2      | Helsingborgs IF | Svenska cupen (Semifinal)             |

| Malmö FF vinster | Helsingborgs IF vinster | Oavgjorda |
| ---------------- | ----------------------- | --------- |
| 20               | 8                       | 2         |

## Publiksiffror
| Säsong | Lag      | Lag             | Resultat | Publiksiffra | Arena            |
| Säsong | Hemmalag | Bortalag        | Resultat | Publiksiffra | Arena            |
| ------ | -------- | --------------- | -------- | ------------ | ---------------- |
| 2003   | Malmö FF | Helsingborgs IF | 5–0      | 27 350       | Malmö Stadion    |
| 2001   | Malmö FF | Helsingborgs IF | 0–1      | 26 500       | Malmö Stadion    |
| 2002   | Malmö FF | Helsingborgs IF | 0–2      | 24 061       | Malmö Stadion    |
| 2010   | Malmö FF | Helsingborgs IF | 2–0      | 23 743       | Swedbank Stadion |
| 2013   | Malmö FF | Helsingborgs IF | 1–1      | 23 730       | Swedbank Stadion |
| 2012   | Malmö FF | Helsingborgs IF | 3–0      | 23 638       | Swedbank Stadion |
| 2011   | Malmö FF | Helsingborgs IF | 0–3      | 23 612       | Swedbank Stadion |
| 2006   | Malmö FF | Helsingborgs IF | 3–1      | 23 571       | Malmö Stadion    |
| 2004   | Malmö FF | Helsingborgs IF | 1–1      | 22 920       | Malmö Stadion    |
| 2009   | Malmö FF | Helsingborgs IF | 0–0      | 22 822       | Swedbank Stadion |

| Säsong    | Lag             | Lag             | Resultat | Publiksiffra | Arena            |
| Säsong    | Hemmalag        | Bortalag        | Resultat | Publiksiffra | Arena            |
| --------- | --------------- | --------------- | -------- | ------------ | ---------------- |
| 1967      | Malmö FF        | Helsingborgs IF | 1–2      | 29 328       | Malmö Stadion    |
| 1993      | Malmö FF        | Helsingborgs IF | 3–3      | 28 716       | Malmö Stadion    |
| 2003      | Malmö FF        | Helsingborgs IF | 5–0      | 27 350       | Malmö Stadion    |
| 2001      | Malmö FF        | Helsingborgs IF | 0–1      | 26 500       | Malmö Stadion    |
| 1953/1954 | Helsingborgs IF | Malmö FF        | 1–1      | 26 154       | Olympia          |
| 1996      | Malmö FF        | Helsingborgs IF | 1–1      | 24 508       | Malmö Stadion    |
| 1949/1950 | Helsingborgs IF | Malmö FF        | 2–2      | 24 314       | Olympia          |
| 2002      | Malmö FF        | Helsingborgs IF | 0–2      | 24 061       | Malmö Stadion    |
| 1954/1955 | Helsingborgs IF | Malmö FF        | 0–1      | 23 991       | Olympia          |
| 2010      | Malmö FF        | Helsingborgs IF | 2–0      | 23 743       | Swedbank Stadion |